# Derthona Basket 2021-2022
Questa voce raccoglie le informazioni riguardanti il Derthona Basket nelle competizioni ufficiali della stagione 2021-2022.

## Verdetti stagionali
Competizioni nazionali
- Serie A:

stagione regolare: -º posto -;
- Supercoppa italiana:

quarti di finale contro la Virtus Bologna.

## Stagione
La stagione 2021-2022 dell' A.S. Dil. Pol. Derthona Basket, Bertram Derthona per ragione di sponsorizzazioni, è la 1ª nel massimo campionato italiano di pallacanestro, la Serie A.
Per la composizione del roster si decise di optare per la scelta della formula con 6 giocatori stranieri senza vincoli.
La squadra, attualmente partecipante al torneo di Serie A 2021-2022, è stata eliminata nella Supercoppa italiana dalla Virtus Bologna ai quarti di finale.

## Organigramma societario
Dal sito internet della società.
Area dirigenziale
- Presidente: Marco Picchi
- Vice presidente: Stefano Orsi
- Vice presidente: Roberto Tava
- Amministratore delegato: Ferencz Bartocci
- Direttore sportivo: Vittorio Perticarini
- Segretaria: Francesca Piva
- Addetto stampa: Massimo Mattacheo
- Responsabile settore giovanile: Andrea Ablatico

Area tecnica
- Allenatore: Marco Ramondino
- Vice allenatore: Massimo Galli
- Assistente allenatore: Gianmarco Di Matteo
- Assistente allenatore: Vanni Talpo
- Addetto statistiche: Massimiliano Dagradi
- Preparatore atletico: Andrea Baldi
- Preparatore atletico: Francesco Murru
- Medico sociale: Pia Camagna

## Roster
Aggiornato al 9 ottobre 2021.
| Bertram Derthona Basket Tortona 2021–22 | Bertram Derthona Basket Tortona 2021–22 |
| Giocatori                               | Staff tecnico                           |
| --------------------------------------- | --------------------------------------- |

| N. | Naz.                                       | Ruolo | Nome                     | Anno | Alt.   | Peso   |  |
| -- | ------------------------------------------ | ----- | ------------------------ | ---- | ------ | ------ |  |
| 1  | Stati Uniti (bandiera) · Italia (bandiera) | C     | Chris Mortellaro         | 1982 | 208 cm | 105 kg |  |
| 3  | Stati Uniti (bandiera)                     | P     | Chris Wright             | 1989 | 185 cm | 91 kg  |  |
| 4  | Italia (bandiera)                          | G     | Leonardo Rota            | 2003 | 191 cm |        |  |
| 5  | Stati Uniti (bandiera)                     | AG    | Jalen Cannon             | 1993 | 198 cm | 102 kg |  |
| 8  | Italia (bandiera)                          | P     | Riccardo Tavernelli (C)  | 1991 | 188 cm | 82 kg  |  |
| 10 | Serbia (bandiera)                          | G     | Ognjen Miljkovic         | 2004 |        |        |  |
| 10 | Islanda (bandiera)                         | P     | Elvar Friðriksson        | 1994 | 183 cm | 84 kg  |  |
| 12 | Argentina (bandiera) · Italia (bandiera)   | G     | Ariel Filloy             | 1987 | 190 cm | 85 kg  |  |
| 14 | Italia (bandiera)                          | G     | Bruno Mascolo            | 1996 | 190 cm | 83 kg  |  |
| 18 | Italia (bandiera)                          | C     | Riccardo Cattapan        | 1997 | 213 cm | 103 kg |  |
| 20 | Italia (bandiera)                          | AG    | Luca Severini            | 1996 | 204 cm | 92 kg  |  |
| 21 | Italia (bandiera)                          | A     | Joseph Mobio             | 1998 | 199 cm | 94 kg  |  |
| 22 | Stati Uniti (bandiera)                     | GA    | Jamarr Sanders           | 1988 | 193 cm | 95 kg  |  |
| 24 | Stati Uniti (bandiera)                     | AG    | Mike Daum                | 1995 | 205 cm | 107 kg |  |
| 30 | Stati Uniti (bandiera)                     | C     | Tyler Cain               | 1988 | 205 cm | 107 kg |  |
| 55 | Stati Uniti (bandiera)                     | G     | J.P. Macura              | 1995 | 196 cm | 93 kg  |  |
| -  | Italia (bandiera)                          | G     | Riccardo Armanino        | 2004 |        |        |  |
| -  | Italia (bandiera)                          | P     | Lorenzo Baldi            | 2005 |        |        |  |
| -  | Italia (bandiera)                          | P     | Remigio Bellinaso        | 2005 |        |        |  |
| -  | Italia (bandiera)                          | AG    | Pietro Lisini            | 2005 |        |        |  |
| -  | Italia (bandiera)                          | AG    | Leonardo Pezzulla        | 2003 |        |        |  |
| -  | Italia (bandiera)                          | C     | Gloris Tambwe            | 2005 |        |        |  |
| -  | Italia (bandiera)                          | AG    | Mateus Velloso Semeghini | 2003 |        |        |  |

| Allenatore |
| - Marco Ramondino |
| Assistente/i |
| - Massimo Galli (vice) - Gianmarco Di Matteo - Vanni Talpo Legenda - (C) Capitano - (IN) Inattivo - Infortunato Roster |

## Mercato

### Sessione estiva
| Acquisti | Acquisti          | Acquisti            | Acquisti   | Acquisti |
| R.a      | Nome              | da                  | Modalità   |          |
| -------- | ----------------- | ------------------- | ---------- | -------- |
| G        | Ariel Filloy      | V.L. Pesaro         | svincolato |          |
| C        | Tyler Cain        | V.L. Pesaro         | svincolato |          |
| P        | Chris Wright      | Afyon Belediye      | svincolato |          |
| A        | Joseph Mobio      | Amici Pall. Udinese | svincolato |          |
| C        | Riccardo Cattapan | N.B. Brindisi       | svincolato |          |
| AG       | Mike Daum         | Obradoiro           | svincolato |          |
| G        | J.P. Macura       | Afyon Belediye      | svincolato |          |
| C        | Leonardo Okeke    | College Borgomanero | svincolato |          |

| Cessioni | Cessioni            | Cessioni          | Cessioni       | Cessioni |
| R.       | Nome                | a                 | Modalità       |          |
| -------- | ------------------- | ----------------- | -------------- | -------- |
| AG       | Giulio Gazzotti     | Basket Ravenna    | fine contratto |          |
| P        | Agustin Fabi        | Kleb Ferrara      | fine contratto |          |
| G        | Lorenzo Ambrosin    | Scafati Basket    | fine contratto |          |
| C        | Alessandro Morgillo | Pall. Biella      | fine contratto |          |
| G        | Matteo Graziani     | Chieti 1974       | fine contratto |          |
| A        | Raffaele Romano     | Basket Casalnuovo | fine prestito  |          |
| C        | Leonardo Okeke      | Monferrato Basket | prestito       |          |

### Dopo l'inizio della stagione
| Acquisti | Acquisti          | Acquisti       | Acquisti          | Acquisti   |
| R.       | Nome              | da             | Data              | Modalità   |
| -------- | ----------------- | -------------- | ----------------- | ---------- |
| C        | Chris Mortellaro  | San Severo     | 29 settembre 2021 | svincolato |
| P        | Elvar Friðriksson | Anversa Giants | 3 aprile 2022     | svincolato |

| Cessioni | Cessioni     | Cessioni       | Cessioni        | Cessioni    |
| R.       | Nome         | a              | Data            | Modalità    |
| -------- | ------------ | -------------- | --------------- | ----------- |
| A        | Joseph Mobio | Scafati Basket | 21 ottobre 2021 | rescissione |

## Statistiche

### Statistiche di squadra
| Competizione        | G  | V  | P  | Pt   | 2PT  | 3PT  | TL   | Rimbalzi | Rimbalzi | Rimbalzi | Stop | Palle | Palle | Ass  |
| Competizione        | G  | V  | P  | Pt   | 2PT  | 3PT  | TL   | Off      | Dif      | Tot      | Stop | Perse | Rec.  | Ass  |
| ------------------- | -- | -- | -- | ---- | ---- | ---- | ---- | -------- | -------- | -------- | ---- | ----- | ----- | ---- |
| LBA Serie A         | 30 | 17 | 13 | 80.6 | 50.1 | 38.4 | 76   | 9.4      | 26.1     | 35.5     | 2    | 11.7  | 6.8   | 17.7 |
| Playoff             | 7  | 3  | 4  | 70.4 | 45.4 | 30.5 | 80.7 | 12.3     | 26       | 38.3     | 2.1  | 12.6  | 6.1   | 14.7 |
| Supercoppa Italiana | 5  | 4  | 1  | 75   | 53.4 | 29.9 | 70.6 | 7.3      | 29.6     | 36.9     | 1.6  | 15.3  | 7.6   | 19.0 |
| Coppa Italia        | 3  | 2  | 1  | 83   | 55.3 | 38.7 | 75   | 10.3     | 24.3     | 34.7     | 0.7  | 12.7  | 5.3   | 17.3 |
| Totale              | 45 | 26 | 19 | 77.2 | 51.0 | 34.4 | 75.6 | 9.8      | 26.5     | 36.3     | 1.6  | 13.1  | 6.5   | 17.2 |

### Andamento in campionato
| Giornata  | 1  | 2  | 3  | 4  | 5  | 6 | 7  | 8 | 9  | 10 | 11 | 12 | 13 | 14 | 15 | 16 | 17 | 18 | 19 | 20 | 21 | 22 | 23 | 24 | 25 | 26 | 27 | 28 | 29 | 30 |
| --------- | -- | -- | -- | -- | -- | - | -- | - | -- | -- | -- | -- | -- | -- | -- | -- | -- | -- | -- | -- | -- | -- | -- | -- | -- | -- | -- | -- | -- | -- |
| Risultato | P  | V  | P  | V  | P  | V | P  | V | P  | V  | P  | V  | V  | V  | P  | V  | V  | P  | P  | V  | P  | V  | V  | P  | P  | V  | V  | P  | V  | V  |
| Posizione | 15 | 10 | 13 | 10 | 10 | 7 | 10 | 9 | 10 | 9  | 9  | 9  | 7  | 5  | 6  | 4  | 4  | 4  | 5  | 5  | 7  | 4  | 5  | 4  | 6  | 4  | 4  | 5  | 5  | 4  |

Fonte:  Serie A – Classifica, su legabasket.it. URL consultato il 23 aprile 2025.
Legenda:

Luogo: C = Casa; T = Trasferta. Risultato: V = Vittoria; P = Sconfitta.
- = Turno di riposo.